# 森麗子
森 麗子（もり れいこ、1921年3月6日 - ）は、日本の教育者、生物学者、手芸家、詩人。
旧姓は萩原（はぎわら）。書籍などで森 れい子（もり れいこ）との名義を用いることもある。
静岡県森町高等女学校、静岡高等学校、文化服装学院での勤務を経て、ガブロム工房主宰などを歴任した。

## 概要
静岡県出身の手芸家である。旧制高等女学校や旧制高等学校の教員を経て、結婚を機に手芸家として活動する。エドナ・マーチンに師事したのち、さまざまな技法を駆使して糸で絵を描く「ファブリックピクチャー」を確立し、日本における第一人者として知られている。ガブロム工房の主宰としても活動し、個展だけでなく工房展なども開催した。旧制の静岡県森町高等女学校や静岡高等学校で教鞭を執り、戦後は文化服装学院において後進を育てた。

## 来歴

### 生い立ち
1921年（大正10年）3月6日、静岡県静岡市に生まれた。東京府により設置・運営される東京府立第三高等女学校に進学し、1938年（昭和13年）に卒業した。さらに国が設置・運営する東京女子高等師範学校に進学するも、太平洋戦争勃発にともない1941年（昭和16年）に繰上卒業となった。

### 教育者として

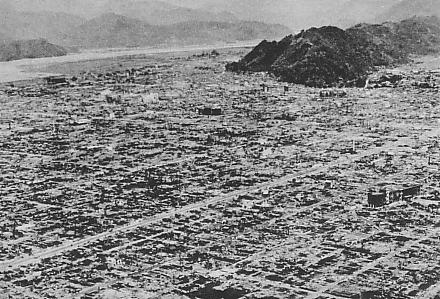
静岡大空襲により壊滅した静岡県静岡市

1942年（昭和17年）4月より、静岡県周智郡の森町により設置・運営される静岡県森町高等女学校に勤務した。この静岡県森町高等女学校には1年間勤めていた。
1943年（昭和18年）4月より、国が設置・運営する静岡高等学校に採用され、生物学研究室に所属した。ところが1945年（昭和20年）6月の静岡大空襲に罹災し、家財や研究資料などを失った。なお、それと並行して他の教育・研究機関においても教鞭を執っていた。同名の財団法人により設置・運営されていた静岡女子薬学専門学校においては、化学を講じていた。太平洋戦争終結後の1945年（昭和20年）12月に静岡高等学校を退職する。

### 手芸家として
1945年（昭和20年）12月、工学者の森芳郎と結婚した。それにともない、東京都に転居した。芳郎からの勧めもあり、結婚後の仕事について模索する。その結果、糸を使った「ファブリックピクチャー」に取り組むようになる。1967年（昭和42年）、並木学園により設置・運営される文化服装学院にて、服飾科から手芸科を分離独立させることになったことから、そこに招かれ刺繍、染色、プリントなど創作手芸を4年にわたって指導した。文化服装学院が夏休みを迎えると、スウェーデン王国に渡り、スウェーデン王立美術院教授のエドナ・マーチンに師事した。また、同国においてフレミッシュ織についても学んだ。
1971年（昭和46年）、ガブロム工房を設立し主宰となる。後進の育成にも力を注ぎ、のちに「ボードウィービング」を考案する山野井佳子らを輩出した。なお、1970年（昭和45年）頃より自身の作品を発表するようになり、1973年（昭和48年）には初の個展を開いている。以降は個展や工房展などを度々開くようになる。自らの作品をまとめた書籍も多数上梓している。

### 略歴
- 1921年 - 静岡県静岡市にて誕生[1]。
- 1938年 - 東京府立第三高等女学校卒業[1]。
- 1941年 - 東京女子高等師範学校繰上卒業[1]。
- 1942年 - 静岡県森町高等女学校奉職[1]。
- 1943年 - 静岡県森町高等女学校退職[1]。
- 1943年 - 静岡高等学校奉職[1]
- 1945年 - 静岡高等学校退職[1]。
- 1967年 - 文化服装学院奉職[1]。
- 1971年 - ガブロム工房主宰[1]。

## 作風
染め、刺し、織り、アップリケ、といったさまざまな技法を駆使した作品を発表しており、独自の「ファブリックピクチャー」を展開することで知られている。針を筆に、糸を絵の具にそれぞれ見立て、布の上にあたかも絵画のように図案を描いていく手法であり、いわゆるニードルアートに分類されるものである。
作品集を多数上梓しているが、ファブリックピクチャーの作品のみを掲載するのではなく、それに自作の詩を添えている。そのため詩人としての側面も持つ。

## 人物
趣味嗜好
詩作に優れていた。東京府立第三高等女学校の生徒であったときには、特に選ばれて香淳皇后に詩を献納している。また、絵画も得意であり、東京女子高等師範学校の生徒だったときには、特に選ばれて香淳皇后に絵画を献納している。
氏名
書籍のクレジット表記などでは「森れい子」表記を用いることもある。ただし、全てがそうというわけではなく、「森麗子」表記を用いている書籍もある。
忠犬ハチ公
子供の頃、通学で渋谷駅を利用しており、その際に秋田犬のハチに出会ったという。ハチはのちに「忠犬ハチ公」として著名となるが、当時はまだ存命中で渋谷駅に出没していた。ハチに餌を分け与えたこともあるという。
工房
主宰した工房には「ガブロム」という語を冠しているが、これは「Groupe des Artistes de Broderie chez Mori」の略である。

## 家族・親族
麗子の生家である萩原家は、10代続いた旧家であった。夫の森芳郎は工学者であり、東京大学工学部教授などを歴任した。

## 著作

### 単著
- 森麗子著『創作手芸・ファブリック・ピクチャー』啓佑社、1972年。NCID BN13789026
- 森れい子著『ファブリック・ピクチャー――森麗子作品集』木耳社、1975年。全国書誌番号:75040340
- 森麗子著『糸の詩――森麗子作品集』雄鶏社、1977年。全国書誌番号:77027058
- 森麗子著『ファブリック・ピクチャー――糸の絵――森麗子作品集』木耳社、1979年。全国書誌番号:79023286
- 森麗子著『ファブリック・ピクチャー』木耳社、1979年。全国書誌番号:79028005
- 森麗子著『ファブリック・ピクチャー――糸と布の絵を楽しむ』文化出版局、1980年。全国書誌番号:80035233
- 森麗子著『ファブリック・ピクチャー――糸の季節――森麗子作品集』木耳社、1981年。全国書誌番号:81032466
- 森麗子著『糸と布の絵を楽しむ――ファブリックピクチャー』ほるぷ版、文化出版局、1981年。NCID BN12265085
- 森麗子著『糸の旅――ファブリック・ピクチャー――森麗子作品集』木耳社、1983年。全国書誌番号:83047367
- 森麗子著『ファブリック・ピクチャー』1巻、文化出版局、1984年。全国書誌番号:84058260
- 森麗子著『ファブリック・ピクチャー』2巻、文化出版局、1984年。全国書誌番号:85027466
- 森麗子著『ファブリック・ピクチャー』3巻、文化出版局、1985年。ISBN 4579102630
- 森麗子著『ファブリック・ピクチャー――糸の風景――森麗子作品集』木耳社、1985年。ISBN 4839364095
- 森麗子著『ファブリック・ピクチャー』4巻、文化出版局、1985年。ISBN 4579102797
- 森麗子著『ファブリック・ピクチャー』5巻、文化出版局、1986年。ISBN 4579103092
- 森麗子著『ファブリック・ピクチャー――糸の夢――森麗子作品集』木耳社、1987年。ISBN 4839364311
- 森麗子著『かぜの旅――ファブリック・ピクチャー』木耳社、1992年。ISBN 4839355908
- 森麗子著『月と太陽の旅――ファブリック・ピクチャー』木耳社、1994年。ISBN 4839356203
- 森麗子著『季節の中を流れる――Fabric pictures』グラフィック社、1994年。ISBN 4766108248
- 森麗子著『こころの旅――ファブリック・ピクチャー』木耳社、1995年。ISBN 4839356386
- 森麗子著『遠い時間』木耳社、1998年。ISBN 4839357080
- 森麗子著『糸で描く――ファブリック・ピクチャー』美術出版社、2001年。ISBN 4568140714
- 森麗子著『木立をすぎる時間――森麗子画文集』求龍堂、2003年。ISBN 4763003100
- 森麗子著『Fabric pictures Reiko Mori――糸とともに50年』文化出版局、2005年。ISBN 4579501802
- 森麗子著『糸の旅――思い出とともに…――森麗子画文集――fabric pictures』求龍堂、2007年。ISBN 978-4-7630-0719-3

### 共著
- 森麗子著、遠山孝之撮影『光から風へ』木耳社、1997年。ISBN 4839356823

### 寄稿、分担執筆、等
- 文化出版局編、宇津木理恵子取材・文『50歳はまだまだ。これからが楽しいの――続・あの人の元気のもと』文化出版局、2003年。ISBN 4579304098

### 註釈
1. ↑  東京府立第三高等女学校は、1943年に東京都立第三高等女学校に改組された。
2. ↑  東京女子高等師範学校は改組され、1949年にお茶の水女子大学が設置された。
3. ↑  静岡県森町高等女学校は、1945年に森町から森町外十九カ町村高等女学校組合に移管された。
4. ↑  静岡県森町高等女学校は、1947年に静岡県立森高等女学校に改組された。
5. ↑  静岡高等学校は、静岡第一師範学校、静岡第二師範学校、静岡青年師範学校、浜松工業専門学校と統合され、1949年に静岡大学が設置された。
6. ↑  学校法人並木学園は、1973年に学校法人文化学園に改組された。

## 関連人物
- 香淳皇后